# Berkenoord

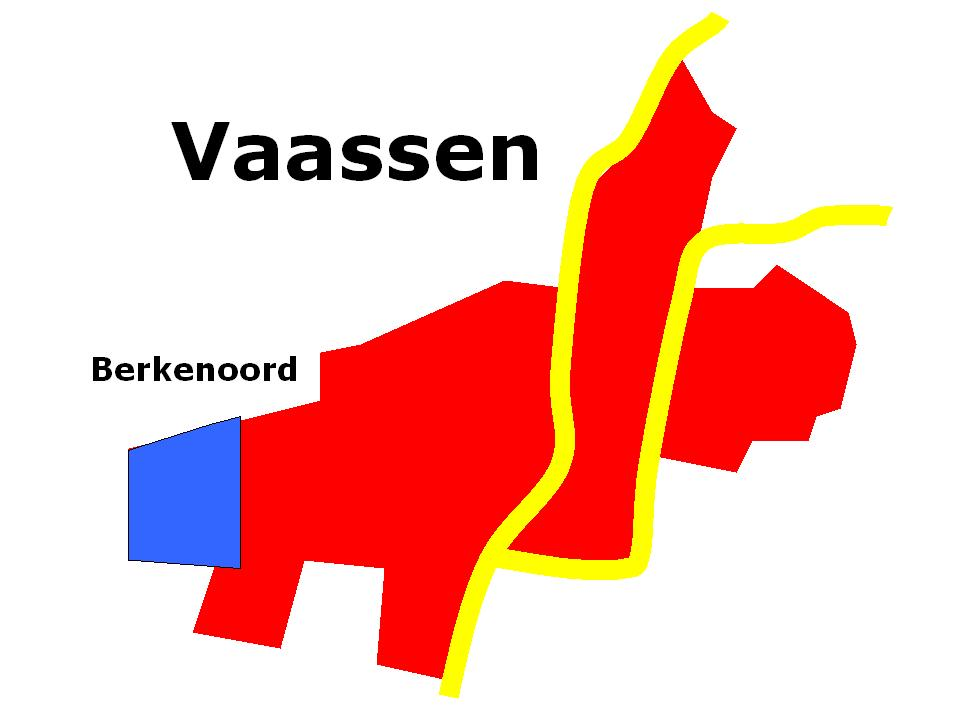
De wijk Berkenoord in Vaassen

De Vaassense wijk Berkenoord is in het begin van de jaren 70 van de twintigste eeuw ontstaan. De wijk bevindt zich aan de uiterste westkant van het dorp.
Vanaf de jaren vijftig was hier het kamp Berkenoord opgebouwd, een woonoord voor Molukkers. Een conflict over (her)huisvesting mondde op 14 oktober 1976 uit in een ontruiming van het kamp, waarna het werd afgebroken en er op dezelfde plek een gewone woonwijk verrees.
Berkenoord is een groene wijk die voor een deel is gebouwd in een bos, waardoor de wijk een groen karakter heeft. De bebouwing van de wijk bestaat uit vrijstaande, twee-onder-een-kap- en rijtjeswoningen.

## Straatnamen
- Berkenoord
- Berkensingel
- Beukenoord
- Dennenweg
- Elzenoord
- Lindenoord
- Sparrenoord